# بکا موروس
بکا موروس (انگلیسی: Becca Moros؛ زادهٔ ۶ مهٔ ۱۹۸۵) بازیکن فوتبال اهل ایالات متحده آمریکا است.
از باشگاه‌هایی که در آن بازی کرده‌است می‌توان به وسترن نیویورک فلش، باشگاه فوتبال آی ان ای سی کوبه لئونسا، باشگاه فوتبال پورتلند تورنز، مجیک‌جک، هیوستون دش، اف سی کانزاس سیتی، و واشینگتن فریدام اشاره کرد.
وی همچنین در تیم ملی فوتبال زیر ۲۳ سال زنان ایالات متحده آمریکا بازی کرده‌است.